# Contea di Santa Clara
La contea di Santa Clara, in inglese Santa Clara County, si trova in California, negli Stati Uniti, nella San Francisco Bay Area. Comprende una buona parte della Silicon Valley. Nel 2014 aveva una popolazione di 1 894 605 abitanti. Il capoluogo è San Jose.

## Geografia
La contea si trova nel centro-ovest dello Stato. Si colloca a sud della baia di San Francisco, su cui si affaccia a nord, ed è la contea più popolosa della California settentrionale. Occupa gran parte si quella che viene chiamata Silicon Valley. La parte centrale, da nord a sud, è occupata dalla valle di Santa Clara, che è la zona più abitata della contea. La zona est è occupata dalle catene Mt. Hamilton Range e Diablo Range. La faglia di Sant'Andrea passa tra le montagne di Santa Cruz nella parte meridionale e occidentale della contea.

### Contee confinanti
- Contea di Alameda - nord
- Contea di Stanislaus - est
- Contea di Merced - sud-est
- Contea di San Benito - sud
- Contea di Santa Cruz - sud-ovest
- Contea di San Mateo - nord-ovest

## Storia
In origine l'area era abitata da diversi popoli nativi, tra cui Ohlone and Miwok. Gli esploratori spagnoli arrivarono alla fine del 1700 e fondarono delle missioni. Verso la fine del 1800 la contea era nota per essere fertile per l'agricoltura, ma il Novecento vide la crescita della tecnologia.
La contea è una delle contee originarie della California e fu istituita il 18 febbraio 1850. Parte del territorio originario venne poi usato nel 1853 per creare la contea di Alameda. La contea prende il nome dalla missione di Santa Clara fondata nel 1777, a sua volta chiamata così in onore di Chiara d'Assisi.
Oggi la contea di Santa Clara è famosa soprattutto per la Silicon Valley, nella quale sono situate le sedi di molte importanti aziende nel settore informatico e dell'high tech.

## Istruzione
La contea è sede dell'Università di Stanford, della Santa Clara University e della San Jose State University.

## Comuni[8]

### Cities
- Campbell
- Cupertino
- Gilroy
- Los Altos
- Milpitas
- Monte Sereno
- Morgan Hill
- Mountain View
- Palo Alto
- San Jose (capoluogo)
- Santa Clara
- Saratoga
- Sunnyvale

### Towns
- Los Altos Hills
- Los Gatos

### Census-designated places
- Alum Rock
- Burbank
- Cambrian Park
- East Foothills
- Fruitdale
- Lexington Hills
- Loyola (conosciuta anche come Loyola Corners)
- San Martin
- Stanford

## Gemellaggi
La contea è sister county di:
- Firenze
- Contea di Hsinchu, dal 1994